# 29 팜스 (영화)
《29 팜스》(영어: 29 Palms)는 미국에서 제작된 레오나르도 리카그니 감독의 2002년 범죄 스릴러 영화이다. 제러미 데이비스, 레이철 리 쿡 등이 출연하였고, 마크 포비 등이 제작에 참여하였다.

## 출연진
- 제러미 데이비스
- 레이철 리 쿡
- 마이클 러너
- 러셀 민스
- 크리스 오도널
- 마이클 래퍼포트
- 존 폴리토
- 키스 데이비드
- 빌 풀먼
- P. J. 번
- 카를로스 멘시아

## 기타 제작진
- 공동 제작: 마이클 린든바움, 크레이그 데이비스 로스
- 라인 제작: 다이앤 코넬
- 배역: 캐런 마이즐스
- 미술: 바우테르 브루니아우치